# Cerro Pampacollo (berg i Bolivia)
Cerro Pampacollo är ett berg i Bolivia.   Det ligger i departementet Potosí, i den sydvästra delen av landet, 400 km väster om huvudstaden Sucre. Toppen på Cerro Pampacollo är 4 002 meter över havet.
Terrängen runt Cerro Pampacollo är huvudsakligen kuperad, men söderut är den platt. Trakten runt Cerro Pampacollo är nära nog obefolkad, med mindre än två invånare per kvadratkilometer.. 
Trakten runt Cerro Pampacollo är ofruktbar med lite eller ingen växtlighet.